# Korach (parashah)
Korach o Korah – ebraico: קֹרַח — nome traslitt.: "Core", che tradotto in italiano significa “calvizie, ghiaccio, grandine, o gelo”, (seconda parola e incipit di questa parashah), è la 38ª porzione settimanale della Torah (ebr.  פָּרָשָׁה – parashah o anche parsha/parscià) nel ciclo annuale ebraico di letture bibliche dal Pentateuco, quinta nel Libro dei Numeri. Rappresenta il passo Numeri 16:1-18:32, che gli ebrei della Diaspora leggono generalmente in giugno o ai primi di luglio.

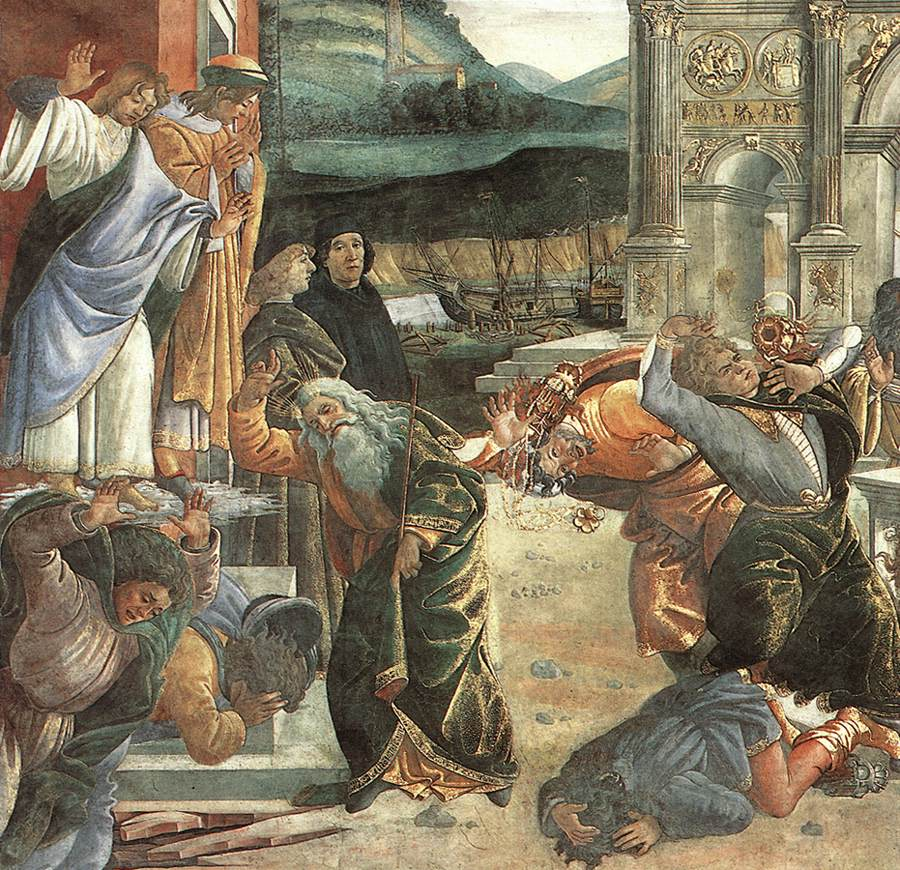
Punizione di Core (particolare dall'affresco Punizione dei ribelli di Sandro Botticelli (1480–1482) nella Cappella Sistina)

## Haftarah
La haftarah della parshah è 1 Samuele 11:14-12:22.
Quando la parshah coincide con lo Shabbat Rosh Chodesh (come succede nel 2013 e 2017), la haftarah è Isaia 66:1-24.